# 重庆歌乐山烈士陵园

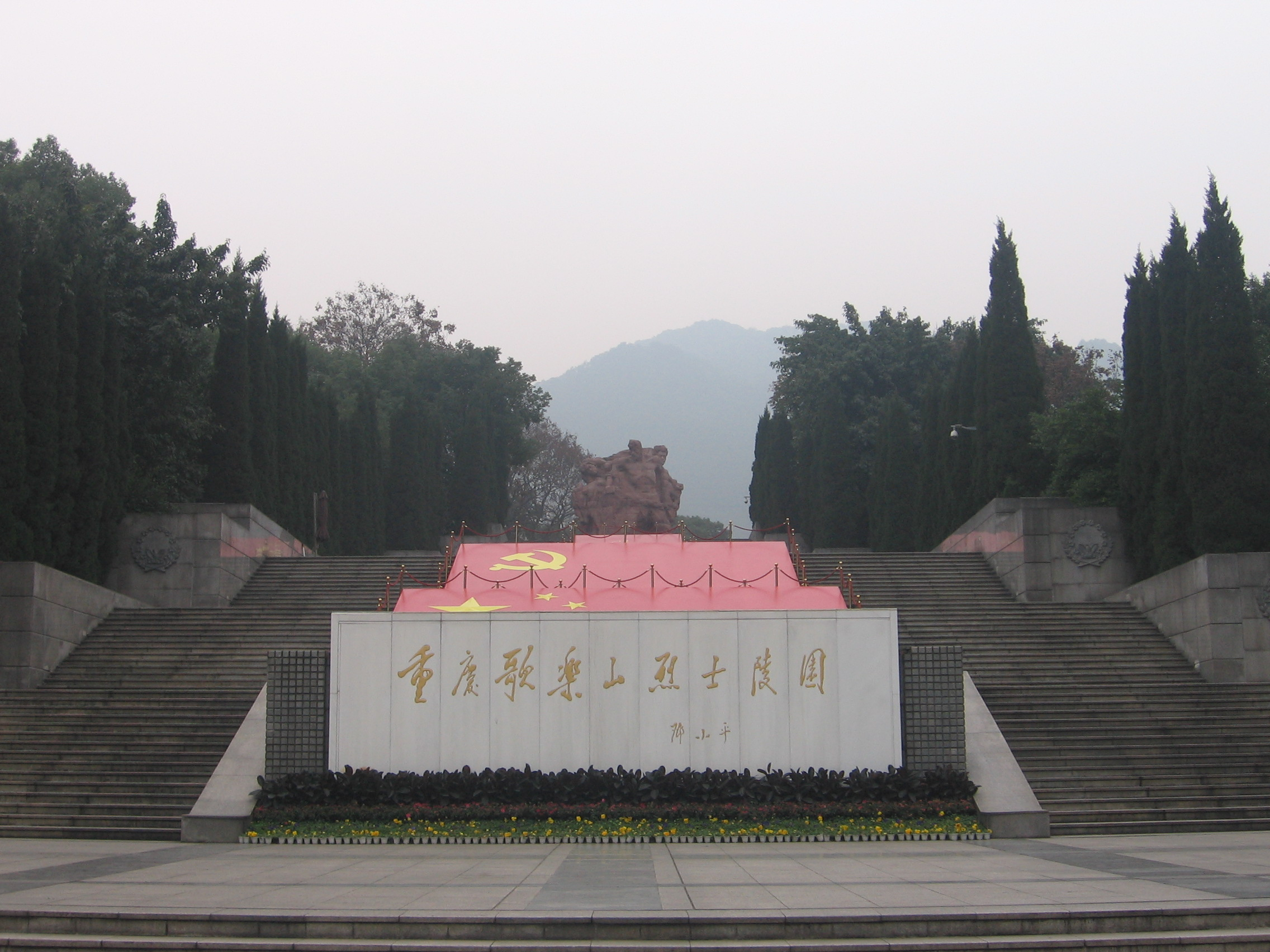
歌乐山烈士陵园

重庆歌乐山烈士陵园（重庆歌乐山革命纪念馆），位于重庆市沙坪坝区歌乐山麓，主要安葬中华人民共和国成立前牺牲在重庆的烈士，由重庆歌乐山烈士陵园管理处管理。

## 简介
重庆歌乐山烈士陵园位于沙坪坝区歌乐山麓，是中华民国时期军统局总部、电台、监狱所在地。第二次世界大战后期，曾在此建“中美特种技术合作所”。
1949年11月底，中国人民解放军逼近重庆，中华民国政府在退守台湾前將此处的白公馆、渣滓洞集中营中關押的囚犯全部處決，酿成惨绝人寰的「重庆一一·二七大屠杀」，其中仅有极少数脫逃。1949年11月30日，中国人民解放军攻占重庆。新政权追认死难者为“烈士”。
1955年修建烈士公墓（后称重庆11·27烈士墓）和烈士纪念碑。1963年又设立重慶中美合作所集中營美蔣罪行展覽館，并恢复了白公馆、渣滓洞的原貌。1984年7月，整个陵园改称“重庆歌乐山烈士陵园”，由邓小平题写园名。1993年增挂“重庆歌乐山革命纪念馆”馆牌。是全国爱国主义教育示范基地、国家国防教育示范基地、国家4A级旅游景区。
1956年8月16日，“烈士公墓及中美合作所集中營舊址”公佈為四川省第一批歷史及革命文物保護單位。1980年7月7日，“重慶市11·27烈士墓暨中美合作所集中營舊址”重新公佈為四川省第一批文物保護單位。1983年12月1日，“重慶11.27烈士墓中美合作所集中營舊址”列為重慶市第一批市級文物保護單位。1988年1月13日公布为第三批全国重点文物保护单位。
重庆歌乐山烈士陵园占地面积2.14平方公里，主要由集中营旧址、烈士群雕、烈士诗文碑林、大型浮雕、烈士墓、陈列总馆（红岩魂陈列馆）组成。
重庆歌乐山烈士陵园管理处下辖：
- 红岩魂陈列馆
- 红岩魂广场
- 渣滓洞监狱旧址
- 白公馆监狱旧址
- 松林坡
- 杨家山秘密囚室
- 黄家院子秘密囚室
- 梅园